# Чайківка (Первомайський район)
Чайківка (до 2024 року — Краснопіль) — село в Україні, у Врадіївській селищній громаді Первомайського району Миколаївської області. Населення становить 279 осіб.

## Назва
19 вересня 2024 року Верховна Рада підтримала перейменування села Краснопіль на Чайківка. 26 вересня 2024 року перейменування набуло чинності.

## Герб
У лазуровому щиті летять п’ять срібних чайок (герб є промовистим), три і дві в стовп.

## Населення
Згідно з переписом УРСР 1989 року чисельність наявного населення села становила 330 осіб, з яких 144 чоловіки та 186 жінок.
За переписом населення України 2001 року в селі мешкало 275 осіб.

### Мова
Розподіл населення за рідною мовою за даними перепису 2001 року:
| Мова       | Відсоток |
| ---------- | -------- |
| українська | 94,62 %  |
| російська  | 4,30 %   |
| молдовська | 1,08 %   |